# Jefrosimowo (obwód kurski)
Jefrosimowo (ros. Ефросимово) – wieś (ros. деревня, trb. dieriewnia) w zachodniej Rosji, w sielsowiecie głamazdińskim rejonu chomutowskiego w obwodzie kurskim.

## Geografia
Miejscowość położona jest nad rzeką Bierioza, 8 km od centrum administracyjnego sielsowietu głamazdińskiego (Głamazdino), 16,5 km od centrum administracyjnego rejonu (Chomutowka), 98 km od Kurska.

## Demografia
W 2010 r. miejscowość zamieszkiwało 20 osób.